# Collegio uninominale Veneto 1 - 02 (2017)
Il collegio elettorale uninominale Veneto 1 - 02 è stato un collegio elettorale uninominale della Repubblica Italiana per l'elezione della Camera dei deputati tra il 2017 ed il 2022.

## Territorio
Come previsto dalla legge elettorale italiana del 2017, il collegio era stato definito tramite decreto legislativo all'interno della circoscrizione Veneto 1.
Era formato dal territorio di 23 comuni: Annone Veneto, Caorle, Cavallino-Treporti, Ceggia, Cinto Caomaggiore, Concordia Sagittaria, Eraclea, Fossalta di Piave, Fossalta di Portogruaro, Gruaro, Jesolo, Marcon, Meolo, Musile di Piave, Noventa di Piave, Portogruaro, Pramaggiore, Quarto d'Altino, San Donà di Piave, San Michele al Tagliamento, San Stino di Livenza, Teglio Veneto e Torre di Mosto.
Il collegio era quindi interamente compreso nella città metropolitana di Venezia.
Il collegio era parte del collegio plurinominale Veneto 1 - 01.

## Eletti
| Elezione | Elezione | Deputato        | Partito      |
| -------- | -------- | --------------- | ------------ |
|          | 2018     | Renato Brunetta | Forza Italia |
|          | 2022     | Renato Brunetta | Gruppo misto |

## Dati elettorali

### XVIII legislatura
Come previsto dalla legge elettorale, 232 deputati erano eletti con sistema a maggioranza relativa in altrettanti collegi uninominali a turno unico.
| Candidati              | Candidati                 | Voti    | %     | Liste                    | Voti    | %     |
| ---------------------- | ------------------------- | ------- | ----- | ------------------------ | ------- | ----- |
|                        | Renato Brunetta ✔️ Eletto | 72 838  | 49,10 | Lega                     | 47 150  | 31,78 |
| Forza Italia           | Renato Brunetta ✔️ Eletto | 72 838  | 49,10 | 19 091                   | 12,87   |       |
| Fratelli d'Italia      | Renato Brunetta ✔️ Eletto | 72 838  | 49,10 | 5 636                    | 3,80    |       |
| Noi con l'Italia - UDC | Renato Brunetta ✔️ Eletto | 72 838  | 49,10 | 1 961                    | 1,32    |       |
|                        | Antonino Abrami           | 36 783  | 24,80 | Movimento 5 Stelle       | 36 783  | 24,80 |
|                        | Sara Moretto              | 29 542  | 19,91 | Partito Democratico      | 25 185  | 16,98 |
| +Europa                | Sara Moretto              | 29 542  | 19,91 | 3 169                    | 2,14    |       |
| Italia Europa Insieme  | Sara Moretto              | 29 542  | 19,91 | 1 666                    | 1,12    |       |
| Civica Popolare        | Sara Moretto              | 29 542  | 19,91 | 522                      | 0,35    |       |
|                        | Margherita Lachin         | 3 635   | 2,45  | Liberi e Uguali          | 3 635   | 2,45  |
|                        | Alessandro De Vecchi      | 1 319   | 0,89  | CasaPound                | 1 319   | 0,89  |
|                        | Massimiliano Zannini      | 1 053   | 0,71  | Il Popolo della Famiglia | 1 053   | 0,71  |
|                        | Luca Bortoluzzo           | 906     | 0,61  | Italia agli Italiani     | 906     | 0,61  |
|                        | Alberto D'Andrea          | 790     | 0,53  | Potere al Popolo!        | 790     | 0,53  |
|                        | Patrizia Peretti          | 506     | 0,34  | Grande Nord              | 506     | 0,34  |
|                        | Andrea Castro             | 445     | 0,30  | 10 Volte Meglio          | 445     | 0,30  |
|                        | Marcello Serafin          | 393     | 0,26  | Partito Valore Umano     | 393     | 0,26  |
|                        | Nicolò Trinchieri         | 134     | 0,09  | PRI - ALA                | 134     | 0,09  |
| Totale                 | Totale                    | 148 344 | 100   |                          | 148 344 | 100   |
|                        |                           |         |       |                          |         |       |
| Voti non validi        | Voti non validi           | 4 098   | 2,69  |                          |         |       |
| Votanti                | Votanti                   | 152 442 | 77,85 |                          |         |       |
| Elettori               | Elettori                  | 195 825 |       |                          |         |       |